# Francisco Iriondo Orozco
Francisco Iriondo Orozco (Eibar, 4 d'octubre de 1911 - Sant Sebastià, 14 de gener de 1983) fou un futbolista basc de les dècades de 1930 i 1940.

## Trajectòria
S'inicià en la pràctica del futbol al Cultural Durango, d'on passà a l'Arenas de Getxo a inicis de 1932. En una temporada i mitja en aquest club disputà 18 partits a primera divisió en els quals marcà 17 gols. Aquesta fama de bon golejador el van portar l'any 1933 a fitxar pel RCD Espanyol, on jugà dues temporades en les quals marcà 33 gols en 37 partits a Primera. La temporada 1935-1936 marxà al FC Sète francès que pagà 10.000 francs pel seu traspàs. El 1936 retornà a la península, però el començament de la Guerra Civil aturà la seva carrera. El 1939 fitxà pel Deportivo Alavés, la següent temporada pel Llevant UE, acabant la seva carrera als clubs Arenas de Getxo i FC Sète, on ja havia jugat.